# Maasmechelen
Maasmechelen este o comună din regiunea Flandra din Belgia. Comuna este formată din localitățile Mechelen-aan-de-Maas, Vucht, Leut, Meeswijk, Uikhoven, Eisden, Opgrimbie, Boorsem și Kotem. Suprafața totală a comunei este de 76,28 km². La 1 ianuarie 2008 comuna avea o populație totală de 36.661 locuitori. 

## Localități înfrățite
- Slovenia : Skofja Loka;
- Țările de Jos: Stein;
- Italia: Ostuni;
- Grecia: Triandria;
- Taiwan: Rueifang Township;
- Africa de Sud: Tshwane.